# 黑暗聖經
《黑魔術學園》（或譯作《黑暗聖經》，日文原名，即英文Bible Black）是2000年由日本Active公司製作的一款十八禁遊戲，原画和脚本制作者是著名的“圣少女”。此作是“圣少女”受雇Active时期六部原画作品的第五部、出任原作者后“三部曲”中的第二部。
因为游戏的情节和画风受业内好评，2002年由Milky Studio公司製作成動畫系列，標題為「La Noche de Walpurgis」（意指「五朔節前夕」)，總共有6集，此外還有2集外传和3集特別版；Milky Studio在2004年发布了续集系列，標題為「La Lanza de Longinus」（意指「朗基努斯之槍」），總共有6集。

## 登場人物
水無瀨多喜（CV：平松琢也（一章、二章）/時田修）
男主角，一個普通的高中生，亦是學校美術學會的副會長，為人十分沒有自覺。在無意中取得黑魔術魔法書－－黑暗聖經後，習得魔法，並開始推動命運的巨輪，一步一步邁向十二年前惡魔召喚事件的真相。
伊萬里胡桃（CV：西島かおり）
女主角，是水無瀬的青梅竹馬，亦是學校美術學會的會長，是一個心地純潔的女孩，曾經學習過拳法。對水無瀨多喜抱持好感，平时多帮忙照顾其起居，但對於水無瀨的低自覺性感到頭痛。因為是處女的關係，被北見選中為儀式祭品。
高城寛子（CV：木村明實（一章、二章）/二見渚）
水无濑学校的美術老師及美術學會的顧問，众男生的梦中情人。12年前學生時代的她發現神秘魔法書，間接導致慘案的發生。後來在學校是第一個發覺北見力量的人，在獲知陰謀後，協助水無瀬阻止北見。
北見麗華（CV：城崎みちる）
水无濑學校保健室的老師。其實是雙性人。12年前學校秘密社團發生慘案，其中被當作祭品且失蹤的女學生就是北見。她和惡魔訂下契約才活下來，為了逃避惡魔契約，她必須在五朔节午夜时更換身體，也就是將自己的靈魂轉移到另一個處女身上，因此在擔任校医的同時也在物色目標。
白木里香（CV：小山リカ）
水无濑學校的學生會長，在學校內有如偶像一般的存在，為人溫柔平順。因為魔法的關係而甘心與水無瀬發生關係，甚至作出瘋狂的舉動。
佐伯香織（CV：神林春奈）
水無瀨多喜的同班同學。秘密魔法社團成員，對於魔法的研究非常狂熱，亦為大家所知，不時為其他同學用塔羅牌占卜。家中亦收藏很多各地著名的魔法書，諸如雷蒙蓋頓。在水無瀨多喜展示他的黑魔術後，對他非常在意，一心想接近他并把魔法书搞到手。
栗本真纪
佐伯的死党，魔法社团成员。
天月纯
佐伯的死党，魔法社团成员。
伊藤美香（CV：笹君佳（一章、二章）/西画まほ（オンリー版））
水無瀨的同班同學。水無瀨多喜试用黑魔術的第一個對象（遊戲裏也可以選擇不使用來迴避）。但在OVA動畫中並沒有描述此事，但是在外传篇中则发生在一名叫做持田润子的角色身上。
野野草美由紀（CV：北村小枝子）
校游泳队队员，因为体育成绩出众导致其他队员的妒忌而受到敲诈，随后为了报复仇家不惜接受水无濑的条件。在OVA中基本上没有什么剧情。
小林忍
校游泳队队长，对野野草很敌视并指挥手下对其凌辱。
美樹本（CV：桃沢明美）
校游泳队队员，小林忍的死党。
村井亞由美（CV：冴瞳）
水無瀨的同班同學。OVA中是水無瀨使用黑魔術的第二個對像，在水無瀨的魔法協助下，村井成功得到喜歡的男生的歡心。
水無瀨由起子（CV：柚木果南）
水無瀨的远方堂姊，個性豪邁奔放，常常用暴露狂行为挑逗捉弄水无濑，实际上卻一直是處女之身。在水無瀨多喜的父母均出國公幹後，和水无濑住在一起并負責照顧他起居，與水無瀨就像亲姊弟一般。由於她大学专修拉丁文及法語，因此曾協助水無瀨多喜解讀黑暗聖經。

## 作品

### 游戏
- 黑暗圣经（Bible Black）
- 黑暗圣经 侵染（Bible Black: The Infection）

### 动画OVA
- 黑暗聖經
- 黑暗聖經外傳
- 新・黑暗聖經 ～朗基努斯之槍～
  - 第1章 Revival～復活～
  - 第2章 Reunion～再會～
  - 第3章 Rule～支配～
  - 第4章 Recollection～想起～
  - 第5章 Rejection～拒絕～
  - 第6章 Reproduction～再生～

- 黑暗聖經特別版
  - Vol.1 高城宽子、伊藤&水泳部篇、佐伯篇
  - Vol.2 由起子篇、佐伯篇、高城篇
  - Only版 伊万里 凌辱現場
  - 新BibleBlack 完全版 Restored ～輪廻～

- 黑暗聖經完整版

## 外部連結
- （英文）Bible Black Wiki
- （日語）Milky OFFICIAL HOME PAGE
- （英文）Bible Black: La Noche de Walpurgis 截图和评语 （页面存档备份，存于）